# Adobe LiveMotion
Adobe LiveMotion is een product gemaakt door Adobe en uitgebracht in 2000, dat werd beschouwd als een directe concurrent van Macromedia Flash. Het verving het niet verder ontwikkelde Adobe ImageStyler-programma, dat Adobe van 1998 tot 2000 had verkocht.
LiveMotion werd gemaakt als hulpmiddel voor het maken van interactieve, geanimeerde afbeeldingen. Het is mogelijk ermee naar verschillende bestandsformaten te exporteren, zoals QuickTime en Macromedia Flash. LiveMotion heeft een gebruikersomgeving en bewegingstijdslijn die lijkt op Adobe After Effects en biedt de mogelijkheid bestanden te delen met gebruik van het Adobe-uitwisselingsbestandsformaat.
De ontwikkeling van LiveMotion en LiveMotion 2.0 werd op 15 november 2003 gestaakt vanwege de slechte verkoop, die het gevolg was van de sterke concurrentie van Adobes rivaal.